# Heterophobie
Heterophobie (von altgriech. ἕτερος, héteros, „der andere“ und φόβος, phóbos, „Angst“ / Phobie) bezeichnet die Abneigung gegenüber Menschen, die anders sind oder als anders wahrgenommen werden. Im psychologischen bzw. bildungssprachlichen Sprachgebrauch kann damit speziell die starke, ggf. krankhafte Angst vor dem anderen Geschlecht gemeint sein.

## Begriffsbestimmungen
Heterophobe Einstellungen äußern sich in einer feindlichen Haltung gegenüber Menschen mit Verhaltensweisen oder Lebensstilen, die von den jeweiligen Normen einer Gruppe abweichen. Im Unterschied zur Xenophobie (Fremdenfeindlichkeit) kann sich die abwertende Haltung auch auf Menschen richten, die nicht generell als fremd, sondern nur in einigen Merkmalen als abweichend, belastend oder störend wahrgenommen werden, beispielsweise Menschen mit Behinderung, Obdachlose oder Homosexuelle.
In Deutschland wurde der Begriff in dieser Definition durch den Soziologen Wilhelm Heitmeyer popularisiert. Das von ihm geleitete Bielefelder Institut für interdisziplinäre Konflikt- und Gewaltforschung veröffentlichte zuletzt im Jahr 2006 die jährlichen Ergebnisse einer Langzeitstudie des Projekts Gruppenbezogene Menschenfeindlichkeit. Angelehnt an die Methoden von Horkheimer/Adorno und Pierre Bourdieu wurden und werden im Rahmen der Studie mehrere zehntausend Bundesbürger zu politischen Themen und Haltungen befragt. Der Begriff Heterophobie wird hierbei auch angewendet zur Erklärung des Phänomens, dass sich nur ein geringer Teil der Befragten in solchen Studien zustimmend zu als sozial unerwünscht empfundenen Aussagen (xenophoben, antisemitischen oder homophoben) äußert, während sich bei verklausulierter Fragestellung deutlich höhere Zustimmungswerte zeigen.

Der Soziologe Albert Memmi schlug 1982 vor, den Begriff Heterophobie anstelle von Rassismus zu benutzen, wenn nicht „Rassismus im engeren Sinne“, also biologisch argumentierender Rassismus gemeint ist: 

„Mit «Rassismus» soll ausschließlich die Ablehnung des anderen unter Berufung auf rein biologische Unterschiede, mit «Heterophobie» soll die Ablehnung des anderen unter Berufung auf Unterschiede jedweder Art gemeint sein. Damit wird der Rassismus zu einem Sonderfall der Heterophobie.“

## Abgrenzung gegenüber anderen Begriffen
Die Biphobie bezeichnet das Unverständnis und die Abneigung gegenüber Bisexuellen. Transphobie beschreibt Abneigung und dadurch entstehende Diskriminierung von Transmenschen.
Die Misogynie bezeichnet die Aversion gegen Frauen allgemein oder bestimmte Ausprägungen von Weiblichkeit, häufig solche, die nicht unter die „aktuellen kulturellen Akzeptanzkategorien“ der sozialen Rolle von Weiblichkeit fallen. Misandrie bezeichnet die Aversion gegen Männer und Virilität. Misogynie und Misandrie werden als Sexismus betrachtet.
In der extremen Ausformung der Queer-Theorie – und auch selten bei nicht bewusst in dieser Theorie verhafteten bi- und homosexuellen Frauen und Männern – wird prinzipiell alles, was der Heteronormativität entspricht, in Frage gestellt, manchmal auch das Andere als absolut überlegen dargestellt. Dann kann man von Heterophobie sprechen, die aber in ausgeprägter Form selten vorkommt. Auch ein Unverständnis und eine Abneigung aus schlechter Erfahrung gegenüber fest in der sozialen Norm lebende Menschen, die einen selber nicht verstehen, kann als Heterophobie wahrgenommen werden, muss ihr aber nicht entsprechen.
| Übersicht über Abwehrformen gegen Teilbereiche sexueller und geschlechtlicher Identität |                                         |                                         |                               |                               |                       |
| Ideologie / Weltanschauung                                                              | Abwehrform                              | Abwehrform                              | Aversion bis Animosität gegen | Aversion bis Animosität gegen | Identitätsform        |
| Heteronormativität                                                                      | Heterosexismus                          | Heterosexismus                          | nicht Heteronormative         | nicht Heteronormative         | Soziale Norm (Hetero) |
| Heteronormativität                                                                      |                                         | Bi- & Homophobie                        | Bi- & Homosexuelle            |                               | Sexuelle Orientierung |
| Heteronormativität                                                                      | Transphobie                             | Transgeschlechtliche                    | Geschlechtsidentität          |                               |                       |
| Feminismus Maskulismus                                                                  | Sexismus: Misandrie Sexismus: Misogynie | Sexismus: Misandrie Sexismus: Misogynie | Männer Frauen                 | Männer Frauen                 | Geschlechterrolle     |
| Queer Theory Homosexualität                                                             | Heterophobie                            | Heterophobie                            | Heteronormativität            | Heteronormativität            |                       |